# Anthophila decolorana
Anthophila decolorana is een vlinder uit de familie van de glittermotten (Choreutidae). De wetenschappelijke naam van de soort is voor het eerst geldig gepubliceerd in 1970 door Danilevsky.